# U-75 (tàu ngầm Đức) (1940)
U-75 là một tàu ngầm tấn công  Lớp Type VII thuộc phân lớp Type VIIB được Hải quân Đức Quốc Xã chế tạo trong Chiến tranh Thế giới thứ hai. Nhập biên chế năm 1940, nó đã thực hiện được năm chuyến tuần tra, đánh chìm được bảy tàu buôn tổng tải trọng 37.884 GRT và hai tàu chiến tổng tải trọng 744 tấn. Trong chuyến tuần tra cuối cùng trong Địa Trung Hải, U-75 bị tàu khu trục Anh HMS Kipling đánh chìm về phía Tây Bắc Mersa Matruh, Ai Cập vào ngày 28 tháng 12, 1941.

## Thiết kế và chế tạo

### Thiết kế
Phân lớp VIIB của Tàu ngầm Type VII là một phiên bản VIIA được mở rộng. Chúng có trọng lượng choán nước 753 t (741 tấn Anh) khi nổi và 857 t (843 tấn Anh) khi lặn). Con tàu có chiều dài chung 66,50 m (218 ft 2 in), lớp vỏ trong chịu áp lực dài 48,80 m (160 ft 1 in), mạn tàu rộng 6,20 m (20 ft 4 in), chiều cao 9,50 m (31 ft 2 in) và mớn nước 4,74 m (15 ft 7 in).
Chúng trang bị hai động cơ diesel Germaniawerft F46 6-xy lanh 4 thì, tổng công suất 2.800–3.200 PS (2.100–2.400 kW; 2.800–3.200 bhp), dẫn động hai trục chân vịt đường kính 1,23 m (4,0 ft), cho phép đạt tốc độ tối đa 17,9 kn (33,2 km/h), và tầm hoạt động tối đa 8.700 nmi (16.100 km) khi đi tốc độ đường trường 10 kn (19 km/h). Khi đi ngầm dưới nước, chúng sử dụng hai động cơ/máy phát điện Brown, Boveri & Cie GG UB 720/8 tổng công suất 750 PS (550 kW; 740 shp). Tốc độ tối đa khi lặn là 8 kn (15 km/h), và tầm hoạt động 90 nmi (170 km) ở tốc độ 4 kn (7,4 km/h). Con tàu có khả năng lặn sâu đến 230 m (750 ft).
Vũ khí trang bị có năm ống phóng ngư lôi 53,3 cm (21 in), bao gồm bốn ống trước mũi và một ống phía đuôi, và mang theo tổng cộng 14 quả ngư lôi, hoặc tối đa 22 quả thủy lôi TMA, hoặc 33 quả TMB. Tàu ngầm Type VIIB bố trí một hải pháo 8,8 cm SK C/35 cùng một pháo phòng không 2 cm (0,79 in) trên boong tàu. Thủy thủ đoàn bao gồm 4 sĩ quan và 40-56 thủy thủ.

### Chế tạo
U-75 được đặt hàng vào ngày 2 tháng 6, 1938, và được đặt lườn tại xưởng tàu của hãng Vegesacker Werft tại Bremen-Vegesack vào ngày 15 tháng 12, 1939. Nó được hạ thủy vào ngày 18 tháng 10, 1940, và nhập biên chế cùng Hải quân Đức Quốc Xã vào ngày 19 tháng 12, 1940 dưới quyền chỉ huy của Hạm trưởng, Đại úy Hải quân Helmuth Ringelmann.

## Lịch sử hoạt động
Sau khi hoạt động huấn luyện cùng Chi hạm đội U-boat 7 cho đến tháng 3, 1941, U-75 chuyển sang hoạt động tác chiến cùng đơn vị này cho đến tháng 10.

### Chuyến tuần tra thứ nhất
U-75 xuất phát từ Kiel vào ngày 10 tháng 4, 1941 cho chuyến tuần tra đầu tiên trong chiến tranh. Chiếc tàu ngầm đi vào Bắc Hải, rồi băng qua khe GIUK giữa các quần đảo Shetland và Faroe để tiến vào khu vực Bắc Đại Tây Dương giữa Scotland và Iceland. Vào ngày 29 tháng 4, ở vị trí khoảng 600 mi (970 km) về phía Tây đảo Valentia, Ireland, nó đánh chìm tàu biển chở hành khách SS City of Nagpur 10.146 GRT với ba quả ngư lôi, khiến một hành khách cùng 15 thủy thủ thiệt mạng. Nó kết thúc chuyến tuần tra và đi đến cảng St. Nazaire bên bờ biển Đại Tây Dương của Pháp đã bị Đức Quốc Xã chiếm đóng, đến nơi vào ngày 12 tháng 5.

### Chuyến tuần tra thứ hai
Xuất phát từ căn cứ St. Nazaire vào ngày 29 tháng 5 cho chuyến tuần tra thứ hai, U-75 tiếp tục hoạt động tại khu vực giữa Đại Tây Dương. Vào ngày 3 tháng 6, nó tấn công Đoàn tàu OB 327, đánh chìm các tàu buôn Hà Lan Elbergen và tàu chở dầu Anh Inversuir ở vị trí khoảng 650 nmi (1.200 km) về phía Bắc quần đảo Azores. Đến ngày 25 tháng 6, nó tiếp tục đánh chìm tàu buôn Hà Lan Schie vốn bị tách rời khỏi Đoàn tàu OB 336, toàn bộ 29 người trên tàu đều thiệt mạng. U-75 quay trở về căn cứ St. Nazaire vào ngày 3 tháng 7.

### Chuyến tuần tra thứ ba
Tiếp tục khởi hành từ căn cứ St. Nazaire cho chuyến tuần tra thứ ba vào ngày 29 tháng 7, U-75 hoạt động chệch xuống phía Nam giữa Đại Tây Dương. Vào ngày 5 tháng 8, nó tấn công Đoàn tàu SL 81 ở vị trí về phía Tây Ireland, phóng ngư lôi trúng các tàu buôn Anh Harlingen và Cape Rodney. Harlingen đắm ngay sau đó, khiến ba thủy thủ thiệt mạng; còn Cape Rodney thoạt tiên tiếp tục nổi và được chiếc tàu kéo HMS Zwarte Zee kéo về cảng, nhưng cuối cùng vẫn đắm vào ngày 9 tháng 8. U-75 kết thúc chuyến tuần tra và quay trở về căn cứ St. Nazaire vào ngày 25 tháng 8.

### Chuyến tuần tra thứ tư
Xuất phát từ căn cứ St. Nazaire vào ngày 27 tháng 9 cho chuyến tuần tra thứ tư, U-75 được lệnh xâm nhập qua eo biển Gibraltar để đánh phá tàu bè Đồng Minh trong Địa Trung Hải. Cùng tham gia hoạt động này còn có các tàu ngầm U-79, U-97, U-331, U-371 và U-559, vốn hình thành nên bầy sói Goeben, tên được đặt theo chiếc tàu chiến-tuần dương Đức SMS Goeben từng hoạt động tại Địa Trung Hải trong Thế Chiến I. Sau khi băng qua vùng eo biển được đối phương tuần tra dày đặc thành công vào ngày 2 tháng 10, U-75 được điều sang Chi hạm đội U-boat 23, và đặt căn cứ hoạt động tại Salamis, Hy Lạp. Trên đường đi nó đã tuần tra dọc theo bờ biển Libya với hy vọng có thể đánh phá các đoàn tàu tiếp liệu của Anh, và đến ngày 12 tháng 10 đã bắt gặp một đoàn tàu vận tải, đánh chìm hai tàu đổ bộ nhỏ bằng hải pháo. U-75 đi đến Salamis vào ngày 2 tháng 11.

### Chuyến tuần tra thứ năm - Bị mất
U-75 khởi hành từ căn cứ Salamis vào ngày 22 tháng 12 cho chuyến tuần tra thứ năm, cũng là chuyến cuối cùng, để tiếp tục càn quét dọc bờ biển Libya. Vào ngày 28 tháng 12, nó phát hiện một đoàn tàu vận tải ven biển ngoài khơi Mersa Matruh, Ai Cập, và đã phóng ngư lôi đánh chìm chiếc tàu buôn Anh Volo. Tuy nhiên, các tàu hộ tống đã phát hiện U-75, và tàu khu trục HMS Kipling đã tiếp cận và thả mìn sâu tấn công. U-75 buộc phải trồi lên mặt nước, nơi 30 thành viên thủy thủ đoàn sống sót được cứu vớt và bị bắt làm tù binh chiến tranh. U-75 đắm tại tọa độ 31°50′B 26°40′Đ / 31,833°B 26,667°Đ, và mười lăm thành viên thủy thủ đoàn khác đã tử trận, bao gồm Đại úy Ringelmann hạm trưởng.

### "Bầy sói" tham gia
U-75 từng tham gia hai bầy sói
- West (2 – 20 tháng 6, 1941)
- Goeben (27 tháng 9 – 5 tháng 10, 1941)

### Tóm tắt chiến công
U-75 đã đánh chìm được bảy tàu buôn tổng tải trọng 37.884 GRT và hai tàu chiến tổng tải trọng 744 tấn:
| Ngày              | Tên tàu        | Quốc tịch              | Tải trọng | Số phận      |
| ----------------- | -------------- | ---------------------- | --------- | ------------ |
| 29 tháng 4, 1941  | City of Nagpur | Anh Quốc               | 10.146    | Bị đánh chìm |
| 3 tháng 6, 1941   | Eibergen       | Hà Lan                 | 4.801     | Bị đánh chìm |
| 3 tháng 6, 1941   | Inversuir      | Anh Quốc               | 9.456     | Bị đánh chìm |
| 25 tháng 6, 1941  | Schie          | Hà Lan                 | 1.967     | Bị đánh chìm |
| 5 tháng 8, 1941   | Cape Rodney    | Anh Quốc               | 4.512     | Bị đánh chìm |
| 5 tháng 8, 1941   | Harlingen      | Anh Quốc               | 5.415     | Bị đánh chìm |
| 12 tháng 10, 1941 | HMS TLC-2 (A2) | Hải quân Hoàng gia Anh | 372       | Bị đánh chìm |
| 12 tháng 10, 1941 | HMS TLC-7 (A7) | Hải quân Hoàng gia Anh | 372       | Bị đánh chìm |
| 28 tháng 12, 1941 | Volo           | Anh Quốc               | 1.587     | Bị đánh chìm |